# Inmigración venezolana en Australia
La inmigración venezolana en Australia es un fenómeno migratorio que ha aumentado en el último tiempo, aunque no es tan significativo como el de otras migraciones. Según el censo de 2011, había 3.404 ciudadanos nacidos en  Venezuela que residían en Australia en el momento del censo. Hay un estimado de 10.000 australianos de ascendencia venezolana según un estudio de Iván De La Vega de la Universidad Simón Bolívar. 
Casi el 76% de los australianos venezolanos se concentran en el este de Australia.

## Historia y trasfondo cultural
Un pequeño número de nacidos en Venezuela ha emigrado a Australia desde la década de 1960, pero la mayoría, alrededor del 72,9% de la población, llegó a Australia después de 2001 como parte de la fuga de cerebros de la diáspora bolivariana . La mayoría llegó como inmigrantes calificados, debido a la incertidumbre de las condiciones económicas en Venezuela.

### Ascendencia
Según el censo de 2011 , el 42,1% de los venezolanos informaron tener ascendencia portuguesa, el 13,9% de los venezolanos informaron tener ascendencia venezolana española, el 8,1% de los venezolanos informaron tener ascendencia italo-venezolana, el 3,4% de los venezolanos informaron tener ascendencia venezolana inglesa y el 32,4 % % de venezolanos reportaron tener otra ascendencia.

### Educación y profesiones
El 83,7% de los venezolanos australianos mayores de 15 años tenían alguna forma de titulación superior no escolar. El 57,6% tenía una ocupación que era ya sea como gerente, profesional o en el oficio.

### Idioma
El principal idioma hablado en casa por los nacidos en Venezuela es el español en un 77,7% seguido del inglés con un 13,8%. A diferencia de otras diásporas australianas latinoamericanas que hablan principalmente lenguas romances e inglés , un porcentaje importante de personas nacidas en Venezuela el idioma principal que se habla en el hogar es el árabe en un 2,6%. El 6% restante habla otros idiomas en casa (el 2% de ellos habla italiano ).

### Religión
La mayoría de los australianos venezolanos son católicos (73%), irreligiosos (12,5%), protestantes (2,5%) y otros (10,6%).